# Institució Príncep de Viana
Institució Príncep de Viana (en castellà: Institución Príncipe de Viana) és un organisme cultural de la Comunitat Foral de Navarra creat el 1940 per la Diputació Foral de Navarra, que segueix vigent en l'actualitat.

## La Institució i els seus objectius
Els objectius de la Institució Príncep de Viana són els de restaurar, mantenir i custodiar el patrimoni artístic, impulsar la recerca de la seva història, dret i costums, i divulgar la cultura mitjançant publicacions, biblioteques, arxius, museus i activitats culturals. És responsable de la conservació i preservació del patrimoni cultural de Navarra, així com de la seva difusió. Des del 2019, el director general de la Institució és Iñaki Apezteguía Morentin.

## Publicacions
La difusió del patrimoni cultural, es porta a terme mitjançant l'edició de diverses publicacions: Revista Príncipe de Viana, Navarra. Temas de Cultura Popular, Cuadernos de Etnología y Etnografía de Navarra, Fontes Linguae Vasconum o Trabajos de Arqueología Navarra.

## Premi Príncep de Viana
L'any 1990 s'instaurà el Premi Príncep de Viana per commemorar el 50è aniversari del naixement de la Institució Príncep de Viana, i reconèixer a persones o entitats que haguessin destacat en l'àmbit cultural. Des de 1990, el lliurament del guardó s'ha fet al Monestir San Salvador de Leyre, en la mateixa jornada que se celebrava el tradicional Homenatge als Reis de Navarra, amb participació de la Corona Espanyola des de 1993 fins a 2015. L'any 2016, l'acte se celebrà al Palau Reial d'Olite.

## Reconeixements
- Medalla d'Honor de la Reial Acadèmia de Belles Arts de San Fernando (1946)[1]